# Baixos de Calbinyà
Els Baixos de Calbinyà, o Baixos de Calvinyà, és un nucli de població del municipi de les Valls de Valira, a l'Alt Urgell. Aquest nucli es formà per influència i proximitat de la Seu d'Urgell, en forma de noves barriades, que en part pertanyen a la Seu i en part a les Valls de Valira. Actualment té 92 habitants.